# Карачев, Багомед Карачевич
Багомед Карачевич Карачев — советский революционер, политический деятель, красный партизан, участник борьбы за власть Советов в Дагестане. Депутат Совета Национальностей Верховного Совета СССР 3-го созыва, депутат Верховного Совета ДАССР.

## Биография
Родился в 1896 году в ауле Урахи Даргинского округа. Член ВКП(б).
С 1917 года — на хозяйственной, общественной и политической работе.
В 1917—1921 гг. — помощник начальника штаба Петровского реввоенсовета. 
Знаменосец дагестанского интернационального полка под командованием Героя Гражданской войны, комбрига Гамида Далгата.
Уполномоченный Совета обороны Дагестана в с. Урахи, агитатор.
Отличился в боевых действиях на Аркасском фронте борьбы против полчищ Деникина и Бичерахова, в Манасской кинжальной битве против частей Гоцинского и Бичерахова.
Участник Разгрома деникинских белоказаков в Ая-какинском ущелье в 1919 году. 
В 1921 году приказом Реввоенсовета по представлению ДАССР награждён орденом Красного Знамени.
Также имел орден Красной Звезды и Почётную грамоту Реввоенсовета СССР, имел право носить огнестрельное оружие.
С 1940 - 1950 г.г - директор Совхоза имени Сталина с. Урахи ДАССР.
Избирался депутатом Совета Национальностей Верховного Совета СССР 3-го созыва.
Депутатом Верховного Совета ДАССР и членом Дагестанского обкома КПСС.
Умер в 1970 году. Похоронен в селе Урахи.